# 270-я бомбардировочная авиационная дивизия
270-я бомбардировочная авиационная дивизия — авиационная бомбардировочная  дивизия, созданная в 1942 году. В 1943 году дивизия переформирована в 6-ю гвардейскую бомбардировочную авиационную дивизию.  Участвовала в сражениях на харьковском направлении, в Сталинградской битве, в Ростовской, Донбасской, Мелитопольской, Никопольско-Криворожской, Крымской, Белорусской, Гумбинненской и Восточно-Прусской наступательных операциях.

## История
Сформирована 12 июня 1942 года на базе управления 4-й Резервной Авиационной Группы в Харьковской области как 270-я бомбардировочная авиационная дивизия. 
В Великую Отечественную войну в составе ВВС Юго-Западного фронта участвовала в сражениях на харьковском направлении; в составе 8-я воздушной армии, а с июня 1944 года — 1-й воздушной армии на Сталинградском, Южном, 4-м Украинским и 3-м Белорусским фронтах участвовала в Сталинградской битве, Ростовской, Донбасской, Мелитопольской, Никопольско-Криворожской, Крымской 1944, Белорусской, Гумбиненской и Восточно-Прусской операциях.
За боевые заслуги 23 октября 1943 года преобразована в 6-ю гвардейскую бомбардировочную авиационную дивизию и удостоена наименования «Таганрогская», 
награждена орденами Красного Знамени, Суворова и Кутузова. 
- Войну закончила как 6-я гвардейская бомбардировочная авиационная Таганрогская Краснознамённая орденов Суворова и Кутузова дивизия

Сотни её воинов награждены орденами и медалями, 20 присвоено звание Героя Советского Союза, а гвардии капитан В. С. Ефремов удостоен этого звания дважды.

## Участие в операциях и битвах
- Воронежско-Ворошиловградская операция — с 28 июня 1942 года по 24 июля 1942 года.
- Донбасская операция -  с 7 июля 1942 года по 24 июля 1942 года.
- Сталинградская битва — с 17 июля 1942 года по 2 февраля 1943 года.
- Воздушная операция — с 27 октября 1942 года по 29 октября 1942 года.
- Воздушная блокада Сталинграда — с 23 ноября 1942 года по 2 февраля 1943 года.
- Котельниковская операция — с 12 декабря 1942 года по 30 декабря 1942 года.
- Ростовская операция — с 1 января 1943 года по 18 февраля 1943 года.
- Ворошиловградская операция — с 29 января 1943 года по 18 февраля 1943 года.
- Воздушная операция по уничтожению авиации на аэродромах — с 6 мая 1943 года по 8 мая 1943 года.
- Миусская операция — с 17 июля 1943 года по 2 августа 1943 года.
- Донбасская операция — с 13 августа 1943 года по 22 сентября 1943 года.
- Битва за Днепр — с 13 августа 1943 года по 23 октября 1943 года.

## Состав дивизии
- 52-й ближний бомбардировочный авиационный полк[4] – с 12 июня 1942 года по 25 декабря 1942 года. Расформирован.
- 94-й скоростной бомбардировочный авиационный полк[4] – с 12 июня 1942 года по 7 июля 1942 года. Расформирован.
- 99-й бомбардировочный авиационный полк[4] – с 1 июля 1942 года по 28 августа 1942 года.
- 135-й бомбардировочный авиационный полк[4] – с 12 июня 1942 года по 6 сентября 1942 года.
- 826-й ближний бомбардировочный авиационный полк[4] – с 12 июня 1942 года по 14 июля 1942 года.
- 275-й бомбардировочный авиационный полк[4] – с 15 июля 1942 года по 10 октября 1942 года. Расформирован.
- 779-й бомбардировочный авиационный полк[4] – с 15 июля 1942 года по 28 августа 1942 года.
- 140-й скоростной бомбардировочный авиационный полк[5][4].  – с 15 августа 1942 года по 4 октября 1942 года.
- 86-й скоростной бомбардировочный авиационный полк[4] – с 1 августа 1942 года по 23 октября 1943 года. Приказом * НКО № 302 переименован в 134-й гвардейский бомбардировочный авиационный полк 6-й гвардейской бомбардировочной авиационной дивизии.
- 797-й бомбардировочный авиационный полк[4] - с 15 по 25 августа 1942 года, Пе-2.
- 284-й бомбардировочный авиационный полк[4] – с 28 августа 1942 года по 23 октября 1943 года. Приказом НКО № 302 переименован в 135-й гвардейский бомбардировочный авиационный полк 6-й гвардейской бомбардировочной авиационной дивизии.
- 10-й гвардейский бомбардировочный авиационный полк[4] – с 13 октября 1942 года по 23 октября 1943 года, СБ и Ил-4. Передан в состав 6-й гвардейской бомбардировочной авиационной дивизии.
- 30-й ближний бомбардировочный авиационный полк[4] – с 4 сентября 1942 года по 25 декабря 1942 года. Расформирован.
- 623-й ночной бомбардировочный авиационный полк[4] – с 13 октября 1942 года, Р-5
- 587-й ближний бомбардировочный авиационный полк – с 28 декабря 1942 года по 6  марта 1943 года.

## Подчинение
- С 12 июня 1942 года по 13 июня 1942 года – в составе Военно-Воздушных Сил Юго-Западного Фронта.
- С 13 июня 1942 года по 12 июля 1942 года – в составе 8-й воздушной армии Юго-Западного Фронта.
- С 12 июля 1942 года по 13 сентября 1942 года – в составе 8-й воздушной армии Сталинградского Фронта.
- С 13 сентября 1942 года по 30 сентября 1942 года – в составе 8-й воздушной армии Юго-Восточного Фронта.
- С 30 сентября 1942 года по 31 декабря 1942 года – в составе 8-й воздушной армии Сталинградского Фронта.
- С 31 декабря 1942 года по 20 октября 1943 года – в составе 8-й воздушной армии Южного Фронта.
- С 20 октября 1943 года по 23 октября 1943 года – в составе 8-й воздушной армии 4-го Украинского Фронта.

## Дивизией командовали
- Егоров, Алексей Степанович с 12 июня 1942 года по 2 февраля 1943 года, полковник
- Г. А. Чучев с 3 февраля 1943 года по 23 октября май 1945), полковник, с апреля 1945 года генерал-майор авиации.

## Отличившиеся воины
Герои Советского Союза: 
- Ефремов, Василий Сергеевич, капитан, командир эскадрильи 10-го гвардейского бомбардировочного авиационного полка . Золотая Звезда № 733. 2-я Золотая Звезда № 2/8.
- Яницкий, Василий Иванович, лейтенант, заместитель командира эскадрильи 52-го ближнего бомбардировочного авиационного полка. Золотая Звезда № 846.
- Быстрых, Борис Степанович, старший лейтенант, командир звена 99-го ближнего бомбардировочного авиационного полка. Золотая Звезда № 777.
- Смирнов, Алексей Пантелеевич, капитан, командир эскадрильи 99-го ближнего бомбардировочного авиационного полка. Золотая Звезда № 739.
- Бочин, Пётр Антонович, лейтенант, командир звена 10-го гвардейского бомбардировочного авиационного полка. Золотая Звезда № 1268.